# De Par em Par na Universidade do Porto
O de “De Par em Par” é um projeto da Universidade do Porto que funciona desde o ano letivo de 2010/2011, e pretende “abrir a sala de aula” a outros docentes. Este projeto introduziu à observação de pares a dimensão multidisciplinares que até entanto não tinha sido introduzida e explorada. O projeto teve de tal forma sucesso e reconhecimento que tem vindo a ser reproduzido noutras Universidades. 

## Multidisciplinar
Este projeto foi inovador na medida em que introduziu à observação de pares (em Inglês peer observation) a riqueza da diversidade através de visões multidisciplinares. Ou seja, acrescentou na composição de pares de observação, não só docentes da mesma unidade orgânica mas igualmente docentes de outras áreas do saber. Por exemplo, permitiu ligações e partilhas entre os docentes da Faculdades de Psicologia e Educação com a Faculdade de Engenharia, ou Faculdade de Ciências e de Farmácia, Letras e Economia, entre muitas outras combinações possíveis.
Assim, através desta colaboração multidisciplinar poderá enriquecer os docentes envolvidos, nomeadamente ao identificar outras formas de ensinar que possam ser reproduzidas no campo de saber de cada docente, mas também reconhecendo a nível individual os seus pontos menos positivos e mais fortes na sua atividade de docência.

## Objetivos principais
Trata-se de uma ação de formação multidisciplinar, voluntária e de confidencialidade garantida, que envolve docentes de todas as Unidades Orgânicas (U.O.) desta Universidade. 
Os objetivos podem sumariar-se da seguinte forma:
- Permitir uma maior consciência do trabalho docente realizado e suas implicações.
- Aumentar a sensibilidade pedagógica.
- Intervir ao nível dos processos de ensino-aprendizagem no sentido de obter maior coerência com os objetivos pretendidos para a unidade curricular.
- Desenvolver a cultura da cooperação.
- Aprofundar conhecimentos pedagógicos sobre metodologias e estratégias específicas.
- Desenvolver um sistema de controlo da qualidade docente no Ensino Superior.
- Estimular a competência formativa e promover a relação com outras Universidades.

Para prevenir o risco da perda de poder sobre o trabalho próprio é importante garantir:
- Liberdade de se envolver ou não na observação de pares;
- A escolha do observador;
- A escolha do que está em foco na observação;
- A escolha das formas e métodos de feedback;
- O anonimato da devolução dos dados;
- O controlo do uso dos dados;
- O controlo dos passos a dar no futuro.